# 松原正
松原 正 （まつばら ただし、1929年12月22日 - 2016年6月8日） は、日本の英文学者、評論家、劇作家、翻訳家。早稲田大学名誉教授。
自らも保守派でありながら、西部邁や西尾幹二ら保守派の論客への激しい批判で知られる。

## 経歴
東京都生まれ。1952年、早稲田大学第一文学部英文科卒業。学生時代より福田恆存に師事し、正字体、歴史的仮名遣で文章を書く。
早い時期から文藝評論家を目指し、高田保を通して福田の知遇を得た。のち英米演劇を専門にして翻訳のみならず幾つかの戯曲を発表、早稲田大学で教鞭をとることになる（文学部非常勤講師→社会科学部助教授→文学部教授）。
かつて『中央公論』などにも文章を発表、産経新聞にも寄稿したことがあるが、1980年代以降は主に『月曜評論』などのミニコミ誌に執筆していた（2004年8月号で同誌が廃刊）。
早大教授時代の教え子に、元NHKアナウンサーの山根基世、早稲田大学元教授・圭書房主宰の留守晴夫、作家の芦原すなお、九州大学大学院元准教授の北村賢介、評論家の坪内祐三、早稲田大学教授の堀内正規、岡田俊之輔らがいる。

## 評価・エピソード
- 「論壇の人斬り以藏」と自称する。このため評価が大きく分かれる傾向があり、少数だが熱心な愛読者を持つ。1990年代以降は執筆の場が限られ、一般の読者に直接読まれる機会が少ない。
- 知識人としては保守派に分類されるが、西尾幹二や西部邁など同じ保守派への批判が多い。
- 坪内祐三には「（福田恆存の）思想の一番の後継者」と評価される一方、西尾幹二には「（福田恆存の）文章の癖の強い悪い面だけを猿真似したエピゴーネン」と、自身のブログで批判した。
- 松原の英文学者としての専門は演劇であり、大学の卒業論文のテーマにはT・S・エリオットを選んだ。これが松原の批評態度に影響を与えている。
- 戯曲に、『サイゴンから來た男』『脆きもの、汝の名は日本』『花田博士の療法』などの創作があり、劇団欅や劇団昴により上演された。雑誌「悲劇喜劇」の演劇時評を担当（1970年1 - 6月）。現代演劇協会（福田恆存理事長）で理事を務める。評論を書き始めてからは演劇の現場から遠ざかり、新作の発表や、過去の作品の上演機会がない。
- 防衛論の領域では単純な理論や統計的数字によらず、自衛官との個人的な交流を持ち、自衛隊に対して親身になって意見する、といった態度をとる。
- 日本文学の評論では、既存の文芸評論を「作家に対する先入観に基いた批評」が見られるとして批判。文章に沿って作家の主張を検討する態度を取る。政治的な三島由紀夫や大江健三郎に対して批判的な意見を述べる一方、中野重治の文章を高く評価した。晩年は夏目漱石論が軸だった。
- 坪内祐三は大月隆寛との対談の中で、保守派でありながら同じ陣営の論客を遠慮無く批判していたためにジャーナリズムから追放されたと証言している[2]。

- 「日経biz tech」（日経BPより。2005年11月で休刊）に休刊号まで6回にわたって「パソコンとハムレット」を連載した。また「月曜評論」休刊後、ネット上では「ウェブ柵」というサイトで「政治・好色・花鳥風月」と題した連載を続けているが、2005年10月を最後に更新が途絶えている。
- 雑誌「正論」2008年10月号に論文「西尾幹二に直言する」が掲載。その中で西尾が雑誌「WiLL」上で展開していた皇族批判を批判するも、西尾の文章を誤って引用し、それを基に批判した為、「WiLL」2008年11月号で西尾と「WiLL」編集部に掲載誌の「正論」編集長共々抗議されるという事態に陥った[3]。
- 雑誌「正論」2008年12月号に西尾幹二への再反論「ふたたび西尾幹二に直言する」を掲載。西尾幹二が「皇太子妃」と書いていた文章を「皇太子」と取り違え、その他引用雑誌の号数に誤りがあったことを認めている。そのうえで、「反日左翼」の皇太子妃の退位、秋篠宮への皇位継承を示唆しながら、「妃殿下は1年以内ぐらいに病気がケロっと治るんじゃないかと思います」などと述べた西尾幹二の言論を「無責任」であると非難している。

## 著作

### 単著
- 『知的怠惰の時代』（PHP研究所） 1980年
- 『人間通になる読書術 賢者の毒を飲め、愚者の蜜を吐け』（徳間書店） 1982年
- 『道義不在の時代』（ダイヤモンド社） 1982年
- 『暖簾に腕押し』（地球社） 1983年
- 『戰争は無くならない』（地球社） 1984年
- 『續・暖簾に腕押し』（地球社） 1985年
- 『自衞隊よ胸を張れ』（地球社） 1986年
- 『天皇を戴く商人國家』（地球社） 1989年
- 『我々だけの自衞隊』（展転社） 1991年
- 『文學と政治主義』（地球社） 1993年
- 『夏目漱石〈上卷〉』（地球社） 1995年
- 『夏目漱石〈中卷〉』（地球社） 1999年
- 『松原正全集』（圭書房） 2010、2012、2017年

「この世が舞臺 増補版」「文學と政治主義」「戰爭は無くならない」3巻刊

### 共著
- 『猪木正道の大敗北 ソ連を愛し続けた前防大校長の言論抑圧裁判の真相』（奥原唯弘共著、日新報道） 1983年
- 『シェイクスピアハンドブック』（福田恆存監修、三省堂） 1987年

## 翻訳
- 『コロスコ号の悲劇 / クルンバーの謎』（アーサー・コナン・ドイル、東京創元社） 1958年
- 『夜は千の目をもつ』（ウィリアム・アイリッシュ、東京創元社） 1959年、創元推理文庫 1962年
- 『クルンバーの謎』（アーサー・コナン・ドイル、創元推理文庫） 1959年
- 『フレンチ警部と賭博船』（F・W・クロフツ、創元推理文庫） 1960年
- 『ギルフォードの犯罪』（F・W・クロフツ、創元推理文庫） 1961年
- 『フレンチ警視最初の事件』（F・W・クロフツ、創元推理文庫） 1962年
- 『マギル卿最後の旅』（F・W・クロフツ、創元推理文庫） 1963年
- 『スタイルズの怪事件』（アガサ・クリスチイ、創元推理文庫） 1963年
- 『聖女ジャンヌ・ダーク』（バーナード・ショー、福田恆存共訳、新潮社） 1963年。のち「福田恆存翻訳全集 第8巻」に収録。文藝春秋
- 『不条理』（A・P・ヒンチリフ、研究社出版） 1971年

## 註釈・出典
1. ↑  “【訃報】松原正氏＝早稲田大名誉教授”. 読売新聞. (2016年6月10日).  オリジナルの2016年6月10日時点におけるアーカイブ。 2016年6月10日閲覧。
2. ↑  大月隆寛「あたしの民主主義」、毎日新聞社、2000年2月。
3. ↑  西尾幹二、Will編集部「『正論』十月号 松原正「西尾幹二に直言する」に抗議する」『WiLL』2008年11月、ワック株式会社、2008年10月、110～111。